# Heinrich von Brandt
August Heinrich Brandt, seit 1810 von Brandt, (* 2. August 1789 in Mansfelde, Kreis Friedeberg in der Neumark; † 23. Januar 1868 in Berlin) war ein preußischer General der Infanterie und Militärschriftsteller.

## Leben

### Herkunft
Heinrich August von Brandt war Sohn eines Amtmanns in der Neumark und dessen Ehefrau Anna Christine, geborene Glinke.

### Militärkarriere
Er besuchte von 1798 bis 1805 das Lyzeum in Königsberg in der Neumark und studierte dann Rechtswissenschaft an der Albertus-Universität Königsberg. Mitte Oktober 1806 wurde er Fähnrich im 2. Westpreußischen Reserve-Bataillon, das gegen Napoleon aufgestellt wurden. Er erhielt nach dem Frieden von Tilsit den Abschied, weil seine Heimat dem Herzogtum Warschau einverleibt worden war, das zur französischen Interessensphäre zählte. Deshalb trat er im Oktober 1807 als Feldwebel in das 11. Infanterieregiment ein, avancierte Ende April 1808 zum Sekondeleutnant im 1. Weichselregiment der Légion de la Vistule. Als solcher nahm Brandt 1808/11 während des Feldzuges in Spanien an den Kämpfen bei Tudela, Santa Fe, Belchite und der Belagerung von Saragossa teil. Bei der Belagerung von Tortosa wurde er zwei Mal leicht verwundet. Im weiteren Verlauf machte er die Belagerung und Schlacht von Sagunt sowie den Sturm auf Valencia und Orihuela mit. Im Gefecht bei Videl wurde er schwer verwundet und für den Übergang bei Guadalquivir mit dem Kreuz der Ehrenlegion ausgezeichnet.
Während des Russlandfeldzuges avancierte Brandt Ende August 1812 zum Kapitän und Adjutanten. Er wirkte in der Schlacht bei Borodino und wurde bei Tarutino schwer verwundet. 1813 befand Brandt sich im Stab des Fürsten Poniatowski, wurde in der Völkerschlacht bei Leipzig erneut schwer verwundet und fiel in russische Gefangenschaft. Anschließend sandte man ihn mit einem Laufpass zurück.
Nachdem seine Heimat an Preußen gefallen war, nahm Brandt seinen Abschied und wurde auf Vermittlung Gneisenaus wieder in der Preußischen Armee angestellt. Er wurde zunächst als Kapitän dem 11. Infanterie-Regiment aggregiert, kam in gleicher Eigenschaft Ende März 1817 zum 33. Infanterie-Regiment und trat kurz darauf mit der Ernennung zum Kompaniechef im 35. Infanterie-Regiment (3. Reserve-Regiment) in den Truppendienst zurück. Nachdem Brandt am 3. April 1819 die preußische Bestätigung seines Adels erhalten hatte, wurde er Mitte Februar 1820 zunächst zum 38. Infanterie-Regiment (6. Reserve-Regiment) und kurz darauf in das 37. Infanterie-Regiment (5. Reserve-Regiment) versetzt. Nach einer neunmonatigen Verwendung als Lehrer am Berliner Kadettenhaus wurde Brandt Anfang Oktober 1829 als Lehrer an die Allgemeine Kriegsschule versetzt und zum Mitglied der Ober-Militär-Examinationskommission ernannt. Ende März 1830 stieg Brandt zum Major im Generalstab auf und war während des Novemberaufstands in Russisch-Polen von März bis Oktober 1831 in das Hauptquartier der russischen Feldmarschälle Diebitsch und dessen Nachfolger Paskewitsch kommandiert. Besondere Verdienste erwarb Brandt sich beim Abtransport der polnischen Aufständischen, die nach Preußen übergetreten waren, durch Posen und Schlesien ins österreichische Galizien.
Am 30. März 1837 erfolgte seine Ernennung zum Chef des Kriegstheaters im Großen Generalstab. Ein Jahr später wurde Brandt Chef des Stabes des II. Armee-Korps in Stettin und rückte bis Anfang April 1842 zum Oberst auf. Am 9. März 1848 stieg er zum Kommandeur der 10. Infanterie-Brigade in Posen auf und nahm Anfang Mai an den Gefechten bei Xions und Wreschen in einem gemischten Verband unter Generalmajor Alexander von Hirschfeld teil. Am 10. Mai zum Generalmajor befördert, wurde Brandt im Juli zum Unterstaatssekretär im Kriegsministerium ernannt und Ende September 1848 zugleich zum Kommandeur der 9. Infanterie-Brigade ernannt. König Friedrich Wilhelm IV. verlieh ihm am 29. November 1848 für das Gefecht bei Xions den Orden Pour le Mérite.
Vom 9. bis zum 18. Juni 1848 war Brandt Mitglied der Frankfurter Nationalversammlung, 1849 wurde er in die erste Kammer des Preußischen Landtags und 1850 in das Volkshaus in Erfurt gewählt. Zugleich war er ab dem 16. Juni 1850 Kommandant von Posen. Am 17. Februar 1853 wurde er Kommandeur der 10. Division in Posen und am 22. März zum Generalleutnant befördert. Unter Verleihung des Charakters als General der Infanterie wurde Brandt am 6. August 1857 mit Pension zur Disposition gestellt. Anlässlich seines 50-jährigen Dienstjubiläums verlieh ihm die Albertus-Universität Königsberg die Würde eines Ehrendoktors der Philosophie.
Seitdem lebte Brandt in Berlin, wo er bis zur dritten Legislaturperiode wiedergewählt wurde. Ende April 1862 wurde er zum Präses der General-Ordens-Kommission ernannt und war während des Deutschen Krieges 1866 Präsident des Hilfsvereins für die Verwundeten und Vorsitzender des Komitees der Viktoria-National-Invalidenstiftung.

### Familie
Er heiratete 1818 in Schweidnitz Auguste Charlotte Bettauer (1798–1883), die Tochter des Ratsherrn und Kaufmanns Friedrich Bettauer. Das Paar hatte zwei Söhne. Der ältere Heinrich (1823–1882) war preußischer Oberst erster Leiter des Nachrichtenbüros im preußischen Generalstab, das als erster deutschen Nachrichtendienst gilt. Er war mit Helene von Seydewitz (1828–1898) verheiratet, die zusammen die gemeinsame Tochter Helene von Brandt hatten. Der jüngere Sohn ist Max von Brandt (1835–1920), ein deutscher Diplomat und später Gesandter in China.

## Schriften
- Ueber Spanien, mit besonderer Hinsicht auf einen etwanigen Krieg. Schüppel'sche Buchhandlung, Berlin 1823. (Digitalisat)
- Ansichten über Kriegsführung im Geiste der Zeit, verglichen mit den besten älteren Werken über die Kriegskunst und mit besonderer Hinsicht auf Napoleons Memoiren. Berlin 1824.
- Handbuch für den ersten Unterricht in der höhern Kriegskunst. Berlin 1829 (Digitalisat).
- Ueber die Wiedereinführung der Dragoner als Doppelkämpfer. Berlin 1823 (Digitalisat).
- Grundzüge der Taktik der drei Waffen. Berlin 1833 (ins Niederländische, Spanische und Japanische übersetzt; Digitalisat).
- Geschichte des Kriegswesens. In: Handbibliothek für Offiziere. Berlin 1830–1835.
  - Band 4: Geschichte der Entwickelung des Kriegswesens im 17ten Jahrhundert.
  - Band 3: Das Kriegswesen von Maximilian's I. Zeiten bis zum Beginn des 17. Jahrhunderts.
  - Band 1: Kriegswesen des Altertums.
- Der Feldzug der Russen und Polen zwischen Bug und Narew im jahre 1831. Berlin 1832 (Digitalisat).
- Der kleine Krieg. Berlin, 2. Auflage 1850 (Digitalisat).
- Rußland's Politik und Heer in den letzten Jahren. Berlin 1852 (Digitalisat).
- Aus dem Leben des Generals der Infanterie z. D. Heinrich von Brandt: Aus den Tagebüchern und Aufzeichnungen seines verstorbenen Vaters zusammengestellt. Mittler, Berlin 1870–1882 (Digitalisat).
- Souvenirs d'un Officier Polonais. Paris 1877.
- In the Legions of Napoleon: The Memoirs of a Polish Officer in Spain and Russia. translated by Jonathan North, London 1999, ISBN 1-85367-380-3.